# Замок Хризохерія
Замок Хризохерія або замок Пера — замок, розташований на острові Калімнос (Греція) на пагорбі між Потією (за 4 км.) та Хорою.

## Історія
Назва замку пов'язана з церквою Панагія Хрисохерія (Богородиця із золотими руками), яка знаходиться в цій місцевості ще до будівництва замку.  В ній була відома ікона Діви Марії із золотим листям на руках. Замок також відомий трьома вітряками, побудованими після 1522 року, що збереглися сьогодні за його східною стіною. Ці вітряки інколи також використовувались при обороні острова.
На місці замку знайдено сліди житла з епохи неоліту.  
Замок був побудований у XV столітті командиром лицарів Фантіно Квіріні  (1436-1453) за наказом Великого магістра острова госпітальєрів Жана де Ластіка, який хотів укріпити захист всіх островів, що належали ордену. Для забезпечення оборони острова вже існував Замок Хора. Лицар Квіріні хотів побудувати замок з використанням примусової праці місцевих мешканців. Жителі відмовилися, проте лицар завдяки рішенню суду домігся свого тож розпочалося будівництво замку Хризохерія (орієнтовно в 1445 році).
Замок був покинутий, в середині XV століття, не витримавши атак османських піратів.
Над його східною брамою розташовані герби  лицарів-госпітальєрів  Фантіно Квіріні, Жана де Ластіка, Фра Хуана Гелтру (губернатора острова Кос).

## Архітектура
Замок в плані ромбоподібний, має дві вежі, дві брами з північної та східної сторін та оборонний вал. Зі всіх сторін крім південної замок оточений скелями. До будівництва замку на цьому місці був древній храм, частини якого вбудовані в його стіни. Усередині замку є декілька будівел, зокрема склад та дві церкви - Святого Георгія та Діви Марії. В церквах на території замку є залишки фресок.